# KV36
KV36 (Kings' Valley 36) è la sigla che identifica una delle tombe della Valle dei Re in Egitto; era la sepoltura del nobile Maiherpera (XVIII dinastia).

## Storia

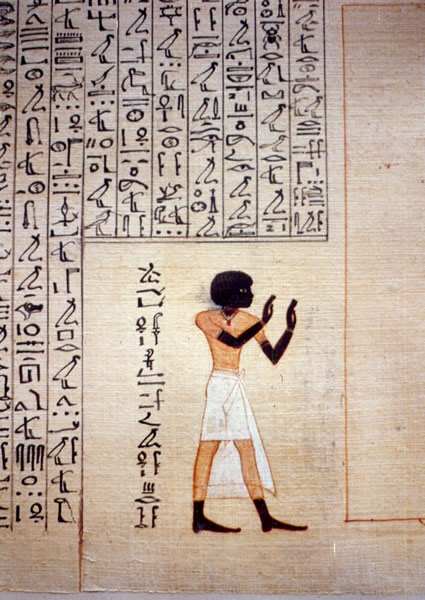
Un particolare dal Libro dei Morti contenuto nella tomba di Maiherpera

Scoperta nel marzo 1899 da Victor Loret, restò fino al 1905 l'unica tomba intatta trovata nella Valle dei Re.
Benché tale particolarità la ponga in una particolare luce nel quadro delle scoperte archeologiche, si tratta tuttavia di una tomba minore giacché, peraltro, non è regale. Il suo titolare Maiherpera (o Maiherpi, o Maihirpa), morto intorno ai vent’anni, era probabilmente un nobile che annoverava tra i suoi titoli quello di Figlio del Kep .  La provenienza da un’area meridionale dell’Egitto è peraltro avvalorata da studi compiuti sulla mummia a cura di Jules Daressy  che riscontrò una pigmentazione alquanto scura compatibile con una provenienza dall'area nubiana.
La tomba, sebbene soggetta ad almeno un furto nel corso verosimilmente della XX dinastia,  venne rinvenuta pressoché intatta, ma fu soggetta ad operazioni di scavo scarsamente documentate giacché Loret non pubblicò mai un diario della scoperta; unico resoconto delle fasi salienti e dello stato della tomba si deve a  Georg August Schweinfurth, un botanico, che lo pubblicò sulla rivista tedesca Vossische Zeitung del 25 maggio 1899
Anche sotto il profilo della documentazione fotografica, uniche fotografie delle suppellettili di tale tomba sono a lungo rimaste quelle scattate da George Daressy nel 1902. Nella tomba vennero rinvenuti, oltre alla mummia ed ai sarcofagi che la contenevano, gioielli, scarabei, sigilli, vasellame, equipaggiamenti da caccia, componenti di giochi da tavolo, papiri tra cui uno, lungo oltre dodici metri, contenente trenta capitoli del Libro dei Morti .

## Architettura e ritrovamenti
Dal punto di vista architettonico, la tomba si presenta con un pozzo d’ingresso che dà direttamente accesso a una piccola camera funeraria.
La mummia di Maiherpera presentava tagli nelle bende (specie sulle braccia ove più probabile era l'esistenza di gioielli e bracciali), ma recava ancora sul viso una maschera in cartonnage e si trovava in tre sarcofagi di cui il primo di forma rettangolare in legno, ed i due più interni, antropomorfi, in legno rivestiti di lamina d'oro. A riprova dell'alta posizione di Maiherpera, si consideri che anche il contenitore dei vasi canopici era rivestito di foglia d'oro ed è del tutto identico a quello poi rinvenuto nella tomba di Tutankhamon (KV62), sia pure di dimensioni più ridotte. Precisi indicatori, tra cui ostraka risalenti alla XIX-XX dinastia, scoperti da Howard Carter nel 1902 nei pressi dell'ingresso, rivelano che autori dei furti furono operai della necropoli e che le operazioni di ripristino dei luoghi avvenne a cura dei loro superiori per evitare scandali e indagini.
La scarsità di documentazione sulle fasi dello scavo archeologico, non ha consentito di assegnare Maiherpera ad un ben preciso periodo storico: è usualmente accettato che la sepoltura sia assegnabile al regno di Thutmosi IV o di Amenhotep III suggerendo che potesse trattarsi di un figlio di uno dei due sovrani e di una regina minore nubiana. Tale ipotesi, tuttavia, contrasta con la mancanza, nella tomba, di iscrizioni che facciano riferimento a tale discendenza che sarebbe certamente stata sottolineata in caso positivo.

### Annotazioni
1. ↑  Le tombe vennero classificate nel 1827, dalla numero 1 alla 22, da John Gardner Wilkinson in ordine geografico. Dalla numero 23 la numerazione segue l’ordine di scoperta.
2. ↑  Nel 1905 James Edward Quibell scoprì, per conto di Theodore Davis, la tomba KV46, Intatta, di Yuya e Tuia.
3. ↑  Il Kep venne istituito presso la Corte da Thutmosi III ed era una sorta di accademia che riuniva i figli regali, con quelli dei funzionari di palazzo più stretti, con i figli dei re vassalli che venivano trattenuti alla Corte egizia, vuoi come ostaggi, per garantirsi la lealtà dei regali genitori, vuoi per educarli facendo aumentare, in quelli che sarebbero divenuti i re del domani, il sentimento di lealtà nei confronti della corte faraonica.
4. ↑  George Emil Jules Daressy (1864-1938), egittologo francese.
5. ↑  La tomba fu tuttavia soggetta a furti, probabilmente in periodo ramesside:  alcuni contenitori di olio vennero lasciati aperti, alcuni oggetti di gioielleria trafugati dai loro contenitori, alcuni tagli nelle bende della mummia ove i ladri avevano ricercato amuleti preziosi. Dallo stato delle suppellettili all’atto del ritrovamento e dai resoconti dello Schweinfurth, la tomba venne frettolosamente riordinata e nuovamente sigillata fino al momento della moderna scoperta.

### Fonti
1. ↑  Nicholas Reeves e Richard Wilkinson, The complete valley of the Kings, New York, Thames & Hudson, 2000, p. 179.
2. 1 2  Reeves e Wilkinson (2000), p. 180.
3. ↑  Successivamente Schweinfurth pubblicò Neue Thebanische Gräberfunde, in Sphinx III (1900), pp. 103-107.
4. ↑  Oggi al Museo del Cairo, catalogato con il n.ro CG 24095.
5. 1 2  Reeves e Wilkinson (2000), p. 181.
6. ↑  Oggi al Museo del Cairo, catalogata con il numero GC 24097.
7. ↑  Oggi al Museo del Cairo, catalogato con il n.ro CG 24001.
8. ↑  Oggi al Museo del Cairo, catalogati con i numeri CG 24002 e CG24004.
9. ↑  Christian Orsenigo (2004),  La tomba di Meiherperi (KV36) in: La Valle dei Re Riscoperta, giornali di scavo di Victor Loret (1898-1899), pp. 214-221, Mailand.
10. ↑  Oggi al Museo del Cairo, catalogato con il numero CG 24008.